# Stuart Pearce
Stuart Pearce (Londen, 24 april 1962) is een Engels voormalig professioneel voetballer die tussen 1978 en 2002 als verdediger actief was voor Wealdstone, Coventry City, Nottingham Forest, Newcastle United, West Ham United en Manchester City. In 1987 debuteerde hij in het Engels voetbalelftal en hij speelde uiteindelijk achtenzeventig interlands. Na zijn carrière als speler was Pearce als trainer werkzaam voor Manchester City, Engeland –21, het Brits olympisch voetbalelftal en Nottingham Forest.

## Clubcarrière
Pearce mocht als jeugdspeler op proef komen bij Queens Park Rangers, maar daar mocht hij niet blijven. Later sloeg hij ook een aanbieding van Hull City af en hij besloot te gaan spelen bij amateurclub Wealdstone. In 1983 maakte hij de overstap naar Coventry City. Daar werd hij direct basisspeler. In twee jaar tijd speelde de linksback tweeënvijftig wedstrijden, waarin hij tot vier doelpunten wist te komen.
Brian Clough was in 1985 manager van Nottingham Forest en hij haalde Pearce naar de club. Hij twijfelde destijds nog over zijn toekomst als voetballer, dus hij adverteerde zijn diensten als elektricien in het programmaboekje van de club. Op 15 april 1989 stond Pearce in de basis tijdens de Hillsboroughramp. De replay van de wedstrijd tegen Liverpool in de FA Cup, werd uiteindelijk verloren. In 1993 degradeerde Nottingham Forest uit de Premier League, maar Pearce blijf zijn club trouw. Clough verliet de club na de degradatie en werd opgevolgd door Frank Clark. In het eerste jaar werd direct promotie gehaald en het jaar erna werd Nottingham derde in de Premier League, waarmee kwalificatie voor de UEFA Cup behaald werd. Daar haalde de club de kwartfinale. In december 1996 nam Clark ontslag, toen Forest laatste stond. Pearce werd tijdelijk aangesteld als vervanger. Hij werd gekozen tot in januari 1997 manager van de maand. In maart werd hij weer vervangen door Dave Bassett, die degradatie niet kon ontlopen. In de zomer van 1997 besloot Pearce de club te verlaten.
Hij maakte, net als mede-routiniers John Barnes en Ian Rush, de overstap naar Newcastle United. Hier zou hij twee seizoenen voor uitkomen. Uiteindelijk leidde onvrede tussen Pearce, Barnes en Rob Lee enerzijds en de nieuwe manager Ruud Gullit, die kwam als opvolger van Kenny Dalglish, anderzijds tot zijn vertrek bij Newcastle. De drie moesten na de aanstelling van Gullit met het tweede elftal meetrainen. Pearce gaf Gullit later op de training een doodschop. In 1999 verkaste hij naar West Ham United. Hij wilde eigenlijk stoppen als voetballer, maar coach Harry Redknapp van West Ham haalde hem over naar zijn club te komen. In 2001 werd hij verkozen tot speler van het jaar bij de club. In die zomer maakte hij zijn laatste transfer als voetballer, naar Manchester City. Daar speelde Pearce op 21 april 2002 zijn laatste wedstrijd in zijn carrière. Daarin hoopte hij zijn honderdste doelpunt te maken in het voetbal. Manchester City zou de wedstrijd tegen Portsmouth met 3–1 winnen en Pearce mocht in de vierde minuut van de blessuretijd een strafschop nemen, maar deze miste hij. Daardoor bleef hij steken op negenennegentig treffers. In 2016 sloot Pearce zich voor één wedstrijd aan bij Longford AFC. Voor die club zou hij één wedstrijd uitkomen, waarin hij op honderd doelpunten wilde uitkomen.

## Interlandcarrière
Pearce maakte op 19 mei 1987 zijn debuut in het Engels voetbalelftal. Op die dag werd door treffers van Gary Lineker en Mirandinha met 1–1 gelijkgespeeld tegen Brazilië. Pearce mocht als vervanger van de vaste linksback Kenny Sansom van bondscoach Bobby Robson in de basis beginnen en hij speelde het gehele duel mee. Door een blessure moest hij een streep zetten door een deelname aan het EK 1988. Zijn eerste doelpunt in het nationale elftal maakte de verdediger op 25 april 1990, tijdens een wedstrijd tegen Tsjecho-Slowakije, zijn eenentwintigste interland. Bij een stand van 1–1 zette Pearce Engeland op voorsprong. Uiteindelijk zouden de Engelsen met 4–2 winnen.
Tijdens het WK 1990 was Pearce wel actief met Engeland. Tijdens de kwartfinale, tegen Kameroen gaf hij de assist op een treffer van David Platt. Tijdens dit toernooi speelde de linksachter aanvallender dan hij gewend was. Uiteindelijk bereikte Engeland de halve finales, waar van West-Duitsland verloren werd op strafschoppen. Na de reguliere negentig minuten was de stand 1–1 door doelpunten van Andreas Brehme en Gary Lineker. In de strafschopserie miste Pearce bij een stand van 3–3 zijn strafschop - doelman Bodo Illgner redde - en later miste ook Chris Waddle, waardoor de West-Duitsers wonnen. Pearce verliet het veld in tranen. Hij was op 8 juni 1991 voor het eerst aanvoerder, toen met 0–2 gewonnen werd van Nieuw-Zeeland. Bij afwezigheid van vaste aanvoerder Lineker droeg Pearce de aanvoerdersband. Ook tekende hij voor de openingstreffer in dat duel. Uiteindelijk was hij in tien wedstrijden aanvoerder.
In 1994 werd Terry Venables bondscoach en Pearce verloor zijn plaats aan Graeme Le Saux. Die plek kreeg hij echter terug toen Le Saux zijn been brak in december 1995. Ook op het EK 1996 zat Pearce in de nationale selectie. Opnieuw kwam er een strafschopserie aan te pas, nu in de kwartfinale, tegen Spanje (0–0 na negentig minuten). Pearce schoot zijn strafschop raak en door een misser van Miguel Ángel Nadal won Engeland de strafschopserie. In de halve finale stuitte Engeland op Duitsland, dat opnieuw na strafschoppen te sterk was. Nu wist Pearce echter wel zijn penalty te verzilveren. Gareth Southgate miste als enige zijn schot van elf meter.
Tussen 1997 en 1999 speelde Pearce geen interlands. In september 1999 keerde de vleugelverdediger voor twee wedstrijden terug in het nationale elftal, voor duels met Luxemburg en Polen. Bondscoach Kevin Keegan liet hem in beide duels in de basis starten. Tijdens de wedstrijd tegen Polen was Pearce 37 jaar en 137 dagen oud. Hiermee was hij derde oudste veldspeler ooit voor The Three Lions, achter Stanley Matthews en Leslie Compton. In totaal zou Pearce achtenzeventig interlands spelen, waarin hij vijfmaal tot scoren zou komen.

### Gespeelde interlands
| Interlands van Stuart Pearce voor Engeland | Interlands van Stuart Pearce voor Engeland | Interlands van Stuart Pearce voor Engeland | Interlands van Stuart Pearce voor Engeland | Interlands van Stuart Pearce voor Engeland | Interlands van Stuart Pearce voor Engeland |
| №                                          | Datum                                      | Wedstrijd                                  | Uitslag                                    | Competitie                                 | Goals                                      |
| Als speler van Nottingham Forest           | Als speler van Nottingham Forest           | Als speler van Nottingham Forest           | Als speler van Nottingham Forest           | Als speler van Nottingham Forest           | Als speler van Nottingham Forest           |
| ------------------------------------------ | ------------------------------------------ | ------------------------------------------ | ------------------------------------------ | ------------------------------------------ | ------------------------------------------ |
| 1                                          | 19 mei 1987                                | Engeland – Brazilië                        | 1 – 1                                      | Vriendschappelijk                          |                                            |
| 2                                          | 23 mei 1987                                | Schotland – Engeland                       | 0 – 0                                      | Vriendschappelijk                          |                                            |
| 3                                          | 9 september 1987                           | West-Duitsland – Engeland                  | 3 – 1                                      | Vriendschappelijk                          |                                            |
| 4                                          | 17 februari 1988                           | Israël – Engeland                          | 0 – 0                                      | Vriendschappelijk                          |                                            |
| 5                                          | 27 april 1988                              | Hongarije – Engeland                       | 0 – 0                                      | Vriendschappelijk                          |                                            |
| 6                                          | 14 september 1988                          | Engeland – Denemarken                      | 1 – 0                                      | Vriendschappelijk                          |                                            |
| 7                                          | 19 oktober 1988                            | Engeland – Zweden                          | 0 – 0                                      | WK 1990 kwalificatie                       |                                            |
| 8                                          | 16 november 1988                           | Saoedi-Arabië – Engeland                   | 1 – 1                                      | Vriendschappelijk                          |                                            |
| 9                                          | 8 februari 1989                            | Griekenland – Engeland                     | 1 – 2                                      | Vriendschappelijk                          |                                            |
| 10                                         | 8 maart 1989                               | Albanië – Engeland                         | 0 – 2                                      | WK 1990 kwalificatie                       |                                            |
| 11                                         | 26 april 1989                              | Engeland – Albanië                         | 5 – 0                                      | WK 1990 kwalificatie                       |                                            |
| 12                                         | 23 mei 1989                                | Engeland – Chili                           | 0 – 0                                      | Vriendschappelijk                          |                                            |
| 13                                         | 27 mei 1989                                | Schotland – Engeland                       | 0 – 2                                      | Vriendschappelijk                          |                                            |
| 14                                         | 3 juni 1989                                | Engeland – Polen                           | 3 – 0                                      | WK 1990 kwalificatie                       |                                            |
| 15                                         | 7 juni 1989                                | Denemarken – Engeland                      | 1 – 1                                      | Vriendschappelijk                          |                                            |
| 16                                         | 6 september 1989                           | Zweden – Engeland                          | 0 – 0                                      | WK 1990 kwalificatie                       |                                            |
| 17                                         | 11 oktober 1989                            | Polen – Engeland                           | 0 – 0                                      | WK 1990 kwalificatie                       |                                            |
| 18                                         | 15 november 1989                           | Engeland – Italië                          | 0 – 0                                      | Vriendschappelijk                          |                                            |
| 19                                         | 13 december 1989                           | Engeland – Joegoslavië                     | 2 – 1                                      | Vriendschappelijk                          |                                            |
| 20                                         | 28 maart 1990                              | Engeland – Brazilië                        | 1 – 0                                      | Vriendschappelijk                          |                                            |
| 21                                         | 25 april 1990                              | Engeland – Tsjecho-Slowakije               | 4 – 2                                      | Vriendschappelijk                          | 23'                                        |
| 22                                         | 15 mei 1990                                | Engeland – Denemarken                      | 1 – 0                                      | Vriendschappelijk                          |                                            |
| 23                                         | 22 mei 1990                                | Engeland – Uruguay                         | 1 – 2                                      | Vriendschappelijk                          |                                            |
| 24                                         | 2 juni 1990                                | Tunesië – Engeland                         | 1 – 1                                      | Vriendschappelijk                          |                                            |
| 25                                         | 11 juni 1990                               | Engeland – Ierland                         | 1 – 1                                      | WK 1990                                    |                                            |
| 26                                         | 16 juni 1990                               | Engeland – Nederland                       | 0 – 0                                      | WK 1990                                    |                                            |
| 27                                         | 21 juni 1990                               | Egypte – Engeland                          | 0 – 1                                      | WK 1990                                    |                                            |
| 28                                         | 26 juni 1990                               | België – Engeland                          | 0 – 1                                      | WK 1990                                    |                                            |
| 29                                         | 1 juli 1990                                | Kameroen – Engeland                        | 2 – 3                                      | WK 1990                                    |                                            |
| 30                                         | 4 juli 1990                                | Engeland – West-Duitsland                  | 1 – 1                                      | WK 1990                                    |                                            |
| 31                                         | 12 september 1990                          | Engeland – Hongarije                       | 1 – 0                                      | Vriendschappelijk                          |                                            |
| 32                                         | 17 oktober 1990                            | Engeland – Polen                           | 2 – 0                                      | EK 1992 kwalificatie                       |                                            |
| 33                                         | 14 november 1990                           | Ierland – Engeland                         | 1 – 1                                      | EK 1992 kwalificatie                       |                                            |
| 34                                         | 6 februari 1991                            | Engeland – Kameroen                        | 2 – 0                                      | Vriendschappelijk                          |                                            |
| 35                                         | 27 maart 1991                              | Engeland – Ierland                         | 1 – 1                                      | EK 1992 kwalificatie                       |                                            |
| 36                                         | 1 mei 1991                                 | Turkije – Engeland                         | 0 – 1                                      | EK 1992 kwalificatie                       |                                            |
| 37                                         | 25 mei 1991                                | Engeland – Argentinië                      | 2 – 2                                      | EK 1992 kwalificatie                       |                                            |
| 38                                         | 1 juni 1991                                | Australië – Engeland                       | 0 – 1                                      | Vriendschappelijk                          |                                            |
| 39                                         | 3 juni 1991                                | Nieuw-Zeeland – Engeland                   | 0 – 1                                      | Vriendschappelijk                          |                                            |
| 40                                         | 8 juni 1991                                | Nieuw-Zeeland – Engeland                   | 0 – 2                                      | Vriendschappelijk                          | 12'                                        |
| 41                                         | 12 juni 1991                               | Maleisië – Engeland                        | 2 – 4                                      | Vriendschappelijk                          |                                            |
| 42                                         | 16 oktober 1991                            | Engeland – Turkije                         | 1 – 0                                      | EK 1992 kwalificatie                       |                                            |
| 43                                         | 13 november 1991                           | Polen – Engeland                           | 1 – 1                                      | EK 1992 kwalificatie                       |                                            |
| 44                                         | 19 februari 1992                           | Engeland – Frankrijk                       | 2 – 0                                      | Vriendschappelijk                          |                                            |
| 45                                         | 25 maart 1992                              | Tsjecho-Slowakije – Engeland               | 2 – 2                                      | Vriendschappelijk                          |                                            |
| 46                                         | 17 mei 1992                                | Engeland – Brazilië                        | 1 – 1                                      | Vriendschappelijk                          |                                            |
| 47                                         | 3 juni 1992                                | Finland – Engeland                         | 1 – 2                                      | Vriendschappelijk                          |                                            |
| 48                                         | 11 juni 1992                               | Denemarken – Engeland                      | 0 – 0                                      | EK 1992                                    |                                            |
| 49                                         | 14 juni 1992                               | Engeland – Frankrijk                       | 0 – 0                                      | EK 1992                                    |                                            |
| 50                                         | 17 juni 1992                               | Zweden – Engeland                          | 2 – 1                                      | EK 1992                                    |                                            |
| 51                                         | 9 september 1992                           | Spanje – Engeland                          | 1 – 0                                      | Vriendschappelijk                          |                                            |
| 52                                         | 14 oktober 1992                            | Engeland – Noorwegen                       | 1 – 1                                      | WK 1994 kwalificatie                       |                                            |
| 53                                         | 18 november 1992                           | Engeland – Turkije                         | 4 – 0                                      | WK 1994 kwalificatie                       | 61'                                        |
| 54                                         | 8 september 1993                           | Engeland – Polen                           | 3 – 0                                      | WK 1994 kwalificatie                       | 53'                                        |
| 55                                         | 17 november 1993                           | San Marino – Engeland                      | 1 – 7                                      | WK 1994 kwalificatie                       |                                            |
| 56                                         | 17 mei 1994                                | Engeland – Griekenland                     | 5 – 0                                      | Vriendschappelijk                          |                                            |
| 57                                         | 12 oktober 1994                            | Engeland – Roemenië                        | 1 – 1                                      | Vriendschappelijk                          |                                            |
| 58                                         | 3 juni 1995                                | Engeland – Japan                           | 2 – 1                                      | Vriendschappelijk                          |                                            |
| 59                                         | 11 juni 1995                               | Engeland – Brazilië                        | 1 – 3                                      | Vriendschappelijk                          |                                            |
| 60                                         | 11 oktober 1995                            | Noorwegen – Engeland                       | 0 – 0                                      | Vriendschappelijk                          |                                            |
| 61                                         | 15 november 1995                           | Engeland – Zwitserland                     | 3 – 1                                      | Vriendschappelijk                          | 45'                                        |
| 62                                         | 12 december 1995                           | Engeland – Portugal                        | 1 – 1                                      | Vriendschappelijk                          |                                            |
| 63                                         | 27 maart 1996                              | Engeland – Bulgarije                       | 1 – 0                                      | Vriendschappelijk                          |                                            |
| 64                                         | 24 april 1996                              | Engeland – Kroatië                         | 0 – 0                                      | Vriendschappelijk                          |                                            |
| 65                                         | 18 mei 1996                                | Engeland – Hongarije                       | 3 – 0                                      | Vriendschappelijk                          |                                            |
| 66                                         | 8 juni 1996                                | Engeland – Zwitserland                     | 1 – 1                                      | EK 1996                                    |                                            |
| 67                                         | 15 juni 1996                               | Engeland – Schotland                       | 2 – 0                                      | EK 1996                                    |                                            |
| 68                                         | 18 juni 1996                               | Engeland – Nederland                       | 4 – 1                                      | EK 1996                                    |                                            |
| 69                                         | 22 juni 1996                               | Engeland – Spanje                          | 0 – 0                                      | EK 1996                                    |                                            |
| 70                                         | 26 juni 1996                               | Engeland – Duitsland                       | 1 – 1                                      | EK 1996                                    |                                            |
| 71                                         | 1 september 1996                           | Moldavië – Engeland                        | 0 – 3                                      | WK 1998 kwalificatie                       |                                            |
| 72                                         | 9 oktober 1996                             | Engeland – Polen                           | 2 – 1                                      | WK 1998 kwalificatie                       |                                            |
| 73                                         | 12 februari 1997                           | Engeland – Italië                          | 0 – 1                                      | WK 1998 kwalificatie                       |                                            |
| 74                                         | 29 maart 1997                              | Engeland – Mexico                          | 2 – 0                                      | Vriendschappelijk                          |                                            |
| 75                                         | 24 mei 1997                                | Engeland – Zuid-Afrika                     | 2 – 1                                      | Vriendschappelijk                          |                                            |
| 76                                         | 4 juni 1997                                | Engeland – Italië                          | 2 – 0                                      | Vriendschappelijk                          |                                            |
| Als speler van West Ham United             |                                            |                                            |                                            |                                            |                                            |
| 77                                         | 4 september 1999                           | Engeland – Luxemburg                       | 6 – 0                                      | EK 2000 kwalificatie                       |                                            |
| 78                                         | 8 september 1999                           | Polen – Engeland                           | 0 – 0                                      | EK 2000 kwalificatie                       |                                            |

## Trainerscarrière
Na het beëindigen van zijn actieve carrière als voetballer, werd Pearce veldtrainer bij Manchester City onder Kevin Keegan. In maart 2005 werd hij aangesteld als interim-trainer na het vertrek van Keegan. Op 19 maart 2005 maakte hij zijn debuut als hoofdtrainer, toen met 2–1 verloren werd op bezoek bij Tottenham Hotspur. Zijn eerste overwinning volgde bijna een maand later, op 9 april, toen zijn ploeg met 1–0 te sterk was voor Liverpool door een treffer van Kiki Musampa. Uiteindelijk verloor Pearce in zijn eerste seizoen slechts bij zijn debuut, daarnaast werd vier keer gelijkgespeeld en viermaal gewonnen. Door deze prestaties kwam City dichtbij kwalificatie voor de UEFA Cup. Door de goede prestaties besloot de clubleiding om Pearce een vaste aanstelling te geven. Het seizoen 2005/06 werd goed gestart, met drie overwinningen in vier wedstrijden, maar uiteindelijk werd Manchester City vijftiende, mede door negen nederlagen in de laatste tien competitieduels. In de League Cup werd verloren van Doncaster Rovers (uitkomend in de League One) en in de FA Cup was West Ham United te sterk. Pearce werd door oud-international Terry Butcher genoemd als potentiële opvolger van Sven-Göran Eriksson, de bondscoach van Engeland. In het seizoen 2006/07 wist Pearce het tij niet te keren en Manchester City eindigde veertiende, vier punten boven degradatie. In de League Cup was opnieuw een ploeg uit de League One te sterk, nu Chesterfield. Aan het einde van het seizoen werd Pearce ontslagen door de clubleiding, na tweeënhalf jaar de leiding over het eerste elftal te hebben gehad.
In februari 2007 werd Pearce tijdelijk aangesteld als coach van Engeland –21. Hij leidde het team op het EK onder-21 in 2007, waar gastland Nederland na strafschoppen te sterk was in de halve finales. Na zijn ontslag bij Manchester City werd Pearce definitief aangesteld als coach van de Engelse beloften. In januari 2008 werd Fabio Capello bondscoach van Engeland en onder hem werd Pearce ook onderdeel van de trainersstaf van het eerste nationale team. In juni 2009 leidde hij Engeland –21 op het EK onder-21, waar de finale werd gehaald. Daar waren de Duitse leeftijdsgenoten met 4–0 te sterk. Capello nam in februari 2012 ontslag als bondscoach en op interimbasis leidde Pearce The Three Lions gedurende één duel. op 29 februari 2012 werd op Wembley met 2–3 verloren van Nederland. Gary Cahill en Ashley Young scoorden voor Engeland, maar door goals van Arjen Robben (2x) en Klaas-Jan Huntelaar won Nederland. Fraizer Campbell mocht onder Pearce zijn debuut maken. Pearce sprak de hoop uit om ook tijdens het EK 2012 op de bank te mogen zitten als bondscoach. Uiteindelijk werd Roy Hodgson aangesteld als opvolger van Capello. Tijdens het EK –21 in 2013 werd in de groepsfase driemaal verloren; van Italië, Noorwegen en Israël. Op 19 juni 2013 maakte de FA bekend dat het contract van Pearce niet verlengd werd. In de zomer van 2012 leidde Pearce ook het Brits olympisch voetbalelftal op de Olympische Spelen in eigen land. In de kwartfinale werd na strafschoppen verloren van Zuid-Korea.
In april 2014 werd Pearce aangesteld als nieuwe coach van Nottingham Forest, de club waar hij als speler ruim vierhonderd competitiewedstrijden voor speelde. Hij ondertekende een contract voor twee jaar, dat per 1 juli in ging. Hij begon het seizoen goed bij Forest met vier overwinningen in de eerste vijf wedstrijden. In augustus 2014 wist Pearce met Nottingham Forest de eerste plaats in het Championship te bereiken. Vanaf eind december werden de resultaten minder. Op 1 februari 2015 werd Pearce ontslagen, nadat zes van de laatste zeven wedstrijden verloren waren gegaan. Zijn laatste wedstrijd was een thuisnederlaag tegen Millwall. Als zijn vervanger werd Dougie Freedman aangesteld.